# Skála (Chrast)
Skála je vesnice a část města Chrast v okrese Chrudim. Nachází se asi čtyři kilometry jižně od Chrasti. Skála leží v katastrálním území Skála u Chrasti o rozloze 4,9 km².
Podél západního okraje vesnice protéká potok Žejbro. Údolní svah mezi potokem a vesnicí je chráněn jako přírodní památka Podskala.

## Historie
První písemná zmínka o vesnici pochází z roku 1539.

## Pamětihodnosti
- Kostel Panny Marie pod Skalou